# Lettonia ai Giochi della XXVII Olimpiade
La Lettonia partecipò ai Giochi della XXVII Olimpiade, svoltisi a Sydney, Australia, dal 15 settembre al 1º ottobre 2000, con una delegazione di 45 atleti impegnati in tredici discipline.